# Anisostephus betulinus
Anisostephus betulinus är en tvåvingeart som först beskrevs av Jean-Jacques Kieffer 1889.  Anisostephus betulinus ingår i släktet Anisostephus och familjen gallmyggor. Inga underarter finns listade i Catalogue of Life.